# Mosier
Mosier è una città degli Stati Uniti d'America situata nell'Oregon, nella Contea di Wasco.

## Incidente ferroviario
Il 3 giugno 2016 un convoglio della Union Pacific con 96 vagoni cisterna che trasportavano petrolio Bakken da New Town (Dakota del Nord) alla U.S. Oil and Refining a Tacoma (Washington) deragliò nei pressi della gola del Columbia vicino a Mosier. Sedici dei 96 vagoni deragliarono e diversi si incendiarono. Alle 17:00 si verificarono grandi esplosioni dalle cisterne.